# Bodo Illgner
Bodo Illgner (Coblenza, 7 aprile 1967) è un ex calciatore tedesco, di ruolo portiere.
Considerato uno dei migliori portieri della storia del calcio tedesco, è stato campione del mondo nel 1990 con la Germania Ovest.

## Carriera

### Giocatore

#### Club

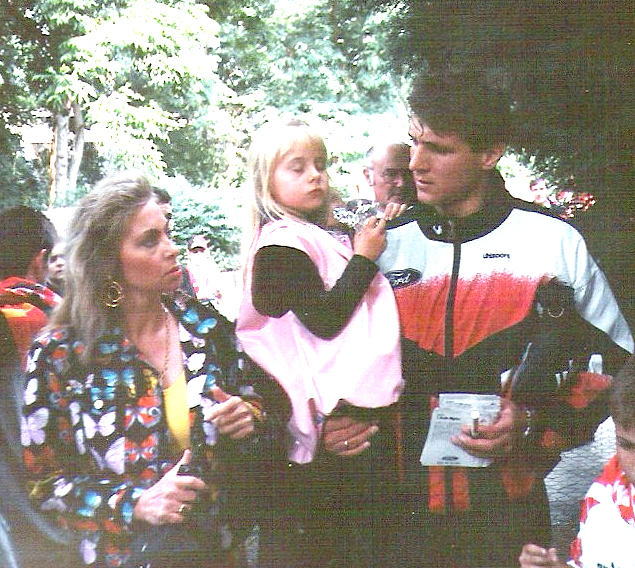
Illgner (a destra) al Colonia, insieme alla famiglia.

Nato a Coblenza, visse a Westerburg e poi a Bonn. Dopo aver iniziato a giocare a calcio nell'Hardtberg, nel 1983 entrò nelle giovanili del Colonia, con cui firmò il primo contratto professionistico nel 1985. Esordì in Bundesliga il 22 febbraio 1986 in Bayern Monaco-Colonia 3-1, dopo l'espulsione di Harald Schumacher. Fu in panchina durante le due finali della Coppa UEFA 1985-1986, che il Colonia perse contro il Real Madrid. Dal 1987-1988 fu titolare dell'undici renano, ereditando il ruolo di Schumacher, e fu eletto Miglior portiere europeo del 1991 dall'IFFHS.
Il 30 agosto 1996, dopo aver iniziato la stagione con il Colonia, si trasferì al Real Madrid, squadra della Liga. Nel 1996-1997, sotto la guida di Fabio Capello, disputò 40 partite di campionato e vinse il titolo nazionale. Nel 1997-1998, allenato dal connazionae Jupp Heynckes, perse inizialmente il posto da titolare a vantaggio di Santiago Cañizares, ma lo riguadagnò in tempo per disputare e vincere la finale della UEFA Champions League 1997-1998 contro la Juventus (1-0).
Nel 1999-2000 nel ruolo di portiere titolare gli fu preferito il 18enne Iker Casillas. A seguito di un anno d'inattività, si ritirò dall'attività agonistica nel 2001, a soli 34 anni.

#### Nazionale

Illgner solleva la Coppa del Mondo vinta con la al

Con la Germania Ovest Under-16 vinse l'europeo di categoria nel 1984.
Con la nazionale maggiore debuttò il 23 settembre 1987 in un'amichevole vinta per 1-0 contro la Danimarca. Secondo di Eike Immel all'europeo del 1988, al mondiale di Italia '90 fu preferito al più anziano Andreas Köpke nel ruolo di portiere titolare. Parò il rigore decisivo di Stuart Pearce nella serie che concluse la semifinale contro l'Inghilterra e si laureò poi campione del mondo, diventando, contro l'Argentina, il primo portiere imbattuto in una finale di Coppa del mondo.
In totale conta 54 presenze in nazionale, con cui ha partecipato anche all'europeo 1992 (perso in finale contro la Danimarca) e al mondiale 1994. A causa di dissapori con il commissario tecnico Berti Vogts, si ritirò dalla nazionale a soli 27 anni, dopo l'eliminazione contro la Bulgaria agli ottavi di finale di USA '94.

### Dopo il ritiro
Vive con la famiglia a Boca Raton, in Florida. Fa il commentatore di calcio per Sky Deutschland e Al Jazeera Sport.

## Statistiche

### Cronologia presenze e reti in nazionale

#### Germania Ovest
| Cronologia completa delle presenze e delle reti in nazionale ― Germania Ovest | Cronologia completa delle presenze e delle reti in nazionale ― Germania Ovest | Cronologia completa delle presenze e delle reti in nazionale ― Germania Ovest | Cronologia completa delle presenze e delle reti in nazionale ― Germania Ovest | Cronologia completa delle presenze e delle reti in nazionale ― Germania Ovest | Cronologia completa delle presenze e delle reti in nazionale ― Germania Ovest | Cronologia completa delle presenze e delle reti in nazionale ― Germania Ovest | Cronologia completa delle presenze e delle reti in nazionale ― Germania Ovest |
| Data                                                                          | Città                                                                         | In casa                                                                       | Risultato                                                                     | Ospiti                                                                        | Competizione                                                                  | Reti                                                                          | Note                                                                          |
| ----------------------------------------------------------------------------- | ----------------------------------------------------------------------------- | ----------------------------------------------------------------------------- | ----------------------------------------------------------------------------- | ----------------------------------------------------------------------------- | ----------------------------------------------------------------------------- | ----------------------------------------------------------------------------- | ----------------------------------------------------------------------------- |
| 23-9-1987                                                                     | Amburgo                                                                       | Germania Ovest                                                                | 1 – 0                                                                         | Danimarca                                                                     | Amichevole                                                                    | -                                                                             |                                                                               |
| 14-10-1987                                                                    | Gelsenkirchen                                                                 | Germania Ovest                                                                | 1 – 1                                                                         | Svezia                                                                        | Amichevole                                                                    | -1                                                                            |                                                                               |
| 16-12-1987                                                                    | Mar del Plata                                                                 | Argentina                                                                     | 1 – 0                                                                         | Germania Ovest                                                                | Amichevole                                                                    | -1                                                                            |                                                                               |
| 31-8-1988                                                                     | Helsinki                                                                      | Finlandia                                                                     | 0 – 4                                                                         | Germania Ovest                                                                | Qual. Mondiali 1990                                                           | -                                                                             |                                                                               |
| 21-9-1988                                                                     | Düsseldorf                                                                    | Germania Ovest                                                                | 1 – 0                                                                         | Unione Sovietica                                                              | Amichevole                                                                    | -                                                                             |                                                                               |
| 19-10-1988                                                                    | Monaco di Baviera                                                             | Germania Ovest                                                                | 0 – 0                                                                         | Paesi Bassi                                                                   | Qual. Mondiali 1990                                                           | -                                                                             |                                                                               |
| 22-3-1989                                                                     | Sofia                                                                         | Bulgaria                                                                      | 1 – 2                                                                         | Germania Ovest                                                                | Amichevole                                                                    | -1                                                                            |                                                                               |
| 26-4-1989                                                                     | Rotterdam                                                                     | Paesi Bassi                                                                   | 1 – 1                                                                         | Germania Ovest                                                                | Qual. Mondiali 1990                                                           | -1                                                                            |                                                                               |
| 31-5-1989                                                                     | Cardiff                                                                       | Galles                                                                        | 0 – 0                                                                         | Germania                                                                      | Qual. Mondiali 1990                                                           | -                                                                             |                                                                               |
| 6-9-1989                                                                      | Dublino                                                                       | Irlanda                                                                       | 1 – 1                                                                         | Germania Ovest                                                                | Amichevole                                                                    | -1                                                                            | 46’                                                                           |
| 4-10-1989                                                                     | Dortmund                                                                      | Germania Ovest                                                                | 6 – 1                                                                         | Finlandia                                                                     | Qual. Mondiali 1990                                                           | -1                                                                            |                                                                               |
| 15-11-1989                                                                    | Colonia                                                                       | Germania Ovest                                                                | 2 – 1                                                                         | Galles                                                                        | Qual. Mondiali 1990                                                           | -1                                                                            |                                                                               |
| 28-2-1990                                                                     | Montpellier                                                                   | Francia                                                                       | 2 – 1                                                                         | Germania Ovest                                                                | Amichevole                                                                    | -2                                                                            |                                                                               |
| 25-4-1990                                                                     | Stoccarda                                                                     | Germania Ovest                                                                | 3 – 3                                                                         | Uruguay                                                                       | Amichevole                                                                    | -                                                                             | 46’                                                                           |
| 26-5-1990                                                                     | Düsseldorf                                                                    | Germania Ovest                                                                | 1 – 0                                                                         | Cecoslovacchia                                                                | Amichevole                                                                    | -                                                                             |                                                                               |
| 10-6-1990                                                                     | Milano                                                                        | Germania Ovest                                                                | 4 – 1                                                                         | Jugoslavia                                                                    | Mondiali 1990 - 1º turno                                                      | -1                                                                            |                                                                               |
| 15-6-1990                                                                     | Milano                                                                        | Germania Ovest                                                                | 5 – 1                                                                         | Emirati Arabi Uniti                                                           | Mondiali 1990 - 1º turno                                                      | -1                                                                            |                                                                               |
| 19-6-1990                                                                     | Milano                                                                        | Germania Ovest                                                                | 1 – 1                                                                         | Colombia                                                                      | Mondiali 1990 - 1º turno                                                      | -1                                                                            |                                                                               |
| 24-6-1990                                                                     | Milano                                                                        | Germania Ovest                                                                | 2 – 1                                                                         | Paesi Bassi                                                                   | Mondiali 1990 - Ottavi di finale                                              | -1                                                                            |                                                                               |
| 1-7-1990                                                                      | Milano                                                                        | Germania Ovest                                                                | 1 – 0                                                                         | Cecoslovacchia                                                                | Mondiali 1990 - Quarti di finale                                              | -                                                                             |                                                                               |
| 4-7-1990                                                                      | Torino                                                                        | Germania Ovest                                                                | 1 – 1 dts (4 – 3 dtr)                                                         | Inghilterra                                                                   | Mondiali 1990 - Semifinale                                                    | -1                                                                            |                                                                               |
| 8-7-1990                                                                      | Roma                                                                          | Germania Ovest                                                                | 1 – 0                                                                         | Argentina                                                                     | Mondiali 1990 - Finale                                                        | -                                                                             |                                                                               |
| 29-8-1990                                                                     | Lisbona                                                                       | Portogallo                                                                    | 1 – 1                                                                         | Germania Ovest                                                                | Amichevole                                                                    | -1                                                                            |                                                                               |
| Totale                                                                        |                                                                               | Presenze                                                                      | 23                                                                            |                                                                               | Reti                                                                          | -15                                                                           |                                                                               |

#### Germania
| Cronologia completa delle presenze e delle reti in nazionale ― Germania | Cronologia completa delle presenze e delle reti in nazionale ― Germania | Cronologia completa delle presenze e delle reti in nazionale ― Germania | Cronologia completa delle presenze e delle reti in nazionale ― Germania | Cronologia completa delle presenze e delle reti in nazionale ― Germania | Cronologia completa delle presenze e delle reti in nazionale ― Germania | Cronologia completa delle presenze e delle reti in nazionale ― Germania | Cronologia completa delle presenze e delle reti in nazionale ― Germania |
| Data                                                                    | Città                                                                   | In casa                                                                 | Risultato                                                               | Ospiti                                                                  | Competizione                                                            | Reti                                                                    | Note                                                                    |
| ----------------------------------------------------------------------- | ----------------------------------------------------------------------- | ----------------------------------------------------------------------- | ----------------------------------------------------------------------- | ----------------------------------------------------------------------- | ----------------------------------------------------------------------- | ----------------------------------------------------------------------- | ----------------------------------------------------------------------- |
| 31-10-1990                                                              | Lussemburgo                                                             | Lussemburgo                                                             | 2 – 3                                                                   | Germania                                                                | Qual. Euro 1992                                                         | -2                                                                      |                                                                         |
| 19-12-1990                                                              | Stoccarda                                                               | Germania                                                                | 4 – 0                                                                   | Svizzera                                                                | Amichevole                                                              | -                                                                       |                                                                         |
| 27-3-1991                                                               | Francoforte sul Meno                                                    | Germania                                                                | 2 – 1                                                                   | Unione Sovietica                                                        | Amichevole                                                              | -1                                                                      |                                                                         |
| 1-5-1991                                                                | Hannover                                                                | Germania                                                                | 1 – 0                                                                   | Belgio                                                                  | Qual. Euro 1992                                                         | -                                                                       |                                                                         |
| 5-6-1991                                                                | Cardiff                                                                 | Galles                                                                  | 1 – 0                                                                   | Germania                                                                | Qual. Euro 1992                                                         | -1                                                                      |                                                                         |
| 11-9-1991                                                               | Londra                                                                  | Inghilterra                                                             | 0 – 1                                                                   | Germania                                                                | Amichevole                                                              | -                                                                       |                                                                         |
| 16-10-1991                                                              | Norimberga                                                              | Germania                                                                | 4 – 1                                                                   | Galles                                                                  | Qual. Euro 1992                                                         | -1                                                                      |                                                                         |
| 20-11-1991                                                              | Bruxelles                                                               | Belgio                                                                  | 0 – 1                                                                   | Germania                                                                | Qual. Euro 1992                                                         | -                                                                       |                                                                         |
| 18-12-1991                                                              | Leverkusen                                                              | Germania                                                                | 4 – 0                                                                   | Lussemburgo                                                             | Qual. Euro 1992                                                         | -                                                                       |                                                                         |
| 25-3-1992                                                               | Torino                                                                  | Italia                                                                  | 1 – 0                                                                   | Germania                                                                | Amichevole                                                              | -1                                                                      |                                                                         |
| 2-6-1992                                                                | Brema                                                                   | Germania                                                                | 1 – 1                                                                   | Irlanda del Nord                                                        | Amichevole                                                              | -1                                                                      |                                                                         |
| 12-6-1992                                                               | Norrköping                                                              | Comunità degli Stati Indipendenti                                       | 1 – 1                                                                   | Germania                                                                | Euro 1992 - 1º turno                                                    | -1                                                                      |                                                                         |
| 15-6-1992                                                               | Norrköping                                                              | Scozia                                                                  | 0 – 2                                                                   | Germania                                                                | Euro 1992 - 1º turno                                                    | -                                                                       |                                                                         |
| 18-6-1992                                                               | Göteborg                                                                | Paesi Bassi                                                             | 3 – 1                                                                   | Germania                                                                | Euro 1992 - 1º turno                                                    | -3                                                                      |                                                                         |
| 21-6-1992                                                               | Solna                                                                   | Svezia                                                                  | 2 – 3                                                                   | Germania                                                                | Euro 1992 - Semifinale                                                  | -2                                                                      |                                                                         |
| 26-6-1992                                                               | Göteborg                                                                | Germania                                                                | 0 – 2                                                                   | Danimarca                                                               | Euro 1992 - Finale                                                      | -2                                                                      |                                                                         |
| 16-12-1992                                                              | Porto Alegre                                                            | Brasile                                                                 | 3 – 1                                                                   | Germania                                                                | Amichevole                                                              | -3                                                                      |                                                                         |
| 19-6-1993                                                               | Pontiac                                                                 | Germania                                                                | 2 – 1                                                                   | Inghilterra                                                             | Amichevole                                                              | -1                                                                      |                                                                         |
| 22-9-1993                                                               | Tunisi                                                                  | Tunisia                                                                 | 1 – 1                                                                   | Germania                                                                | Amichevole                                                              | -1                                                                      |                                                                         |
| 17-11-1993                                                              | Colonia                                                                 | Germania                                                                | 2 – 1                                                                   | Brasile                                                                 | Amichevole                                                              | -1                                                                      |                                                                         |
| 18-12-1993                                                              | San Francisco                                                           | Stati Uniti                                                             | 0 – 3                                                                   | Germania                                                                | Amichevole                                                              | -                                                                       |                                                                         |
| 22-12-1993                                                              | Città del Messico                                                       | Messico                                                                 | 0 – 0                                                                   | Germania                                                                | Amichevole                                                              | -                                                                       |                                                                         |
| 23-3-1994                                                               | Norimberga                                                              | Germania                                                                | 2 – 1                                                                   | Italia                                                                  | Amichevole                                                              | -1                                                                      |                                                                         |
| 29-5-1994                                                               | Hannover                                                                | Germania                                                                | 0 – 2                                                                   | Irlanda                                                                 | Amichevole                                                              | -2                                                                      |                                                                         |
| 2-6-1994                                                                | Vienna                                                                  | Austria                                                                 | 1 – 5                                                                   | Germania                                                                | Amichevole                                                              | -1                                                                      |                                                                         |
| 8-6-1994                                                                | Toronto                                                                 | Canada                                                                  | 0 – 2                                                                   | Germania                                                                | Amichevole                                                              | -                                                                       |                                                                         |
| 17-6-1994                                                               | Chicago                                                                 | Germania                                                                | 1 – 0                                                                   | Bolivia                                                                 | Mondiali 1994 - 1º turno                                                | -                                                                       |                                                                         |
| 21-6-1994                                                               | Chicago                                                                 | Germania                                                                | 1 – 1                                                                   | Spagna                                                                  | Mondiali 1994 - 1º turno                                                | -1                                                                      |                                                                         |
| 27-6-1994                                                               | Dallas                                                                  | Germania                                                                | 3 – 2                                                                   | Corea del Sud                                                           | Mondiali 1994 - 1º turno                                                | -2                                                                      |                                                                         |
| 2-7-1994                                                                | Chicago                                                                 | Germania                                                                | 3 – 2                                                                   | Belgio                                                                  | Mondiali 1994 - Ottavi di finale                                        | -2                                                                      |                                                                         |
| 10-7-1994                                                               | New York                                                                | Bulgaria                                                                | 2 – 1                                                                   | Germania                                                                | Mondiali 1994 - Quarti di finale                                        | -2                                                                      |                                                                         |
| Totale                                                                  |                                                                         | Presenze                                                                | 31                                                                      |                                                                         | Reti                                                                    | -32                                                                     |                                                                         |

## Palmarès

### Club

#### Competizioni nazionali
- Campionato spagnolo: 2

Real Madrid: 1996-1997, 2000-2001
- Supercoppa di Spagna: 1

Real Madrid: 1997

#### Competizioni internazionali
- UEFA Champions League: 2

Real Madrid: 1997-1998, 1999-2000
- Coppa Intercontinentale: 1

Real Madrid: 1998

### Nazionale
- Campionato d'Europa Under-16: 1

1984
- Campionato mondiale: 1

Italia 1990